# Saison 1 des Maîtres de l'horreur
Chronologie
Saison 2
Cet article présente le guide des épisodes de la première saison de la série télévisée Les Maîtres de l'horreur.

## Épisodes

### Épisode 1:La Survivante
- États-Unis : 28 octobre 2005  sur Showtime
- France : 24 novembre 2006  sur Canal +

Bree Turner (la femme) et Angus Scrimm (l'homme de la cave)

### Épisode 2:Le Cauchemar de la sorcière
- États-Unis : 4 novembre 2005  sur Showtime
- France : 1er décembre 2006  sur Canal +

### Épisode 3:La Danse des morts
- États-Unis : 11 novembre 2005  sur Showtime
- France : 1er décembre 2006  sur Canal +

- Robert Englund et Jonathan Tucker

### Épisode 4:Jenifer
- États-Unis : 18 novembre 2005  sur Showtime
- France : 2 décembre 2006  sur NRJ12

- Steven Weber (Frank) et Carrie Anne Fleming (Jenifer)

- Deux plans de quelques secondes ont été coupés. Un plan où Jenifer prodigue une fellation à Frank et un deuxième plan où Jenifer dévore le pénis d'un jeune homme.

### Épisode 5:Chocolat
- États-Unis : 25 novembre 2005  sur Showtime
- France : 6 janvier 2009  sur NRJ12

- Henry Thomas

### Épisode 6:Vote ou crève
- États-Unis : 2 décembre 2005  sur Showtime
- France : 17 novembre 2006  sur Canal +

- Jon Tenney (David Murch)
- Thea Gill (Jane Cleaver)
- Wanda Cannon (Kathy Hobart)
- Terry David Mulligan (Marty Clark)
- Robert Picardo (Kurt Rand)
- Beverley Breuer (Janet Hofstadter)
- Dexter Bell (marine #1)
- Jason Diablo (marine #2)
- Karen Austin (Mom)
- Daniel Wesley (Bobby Earl Beeler)
- Penelope Corrin (Registrar)
- J. Winston Carroll (Rev. Clayton Poole)
- Nathaniel DeVeaux (Mr. Baker)
- Candus Churchill (Mrs. Baker)
- Jason Emanuel (Michael)

### Épisode 7:La belle est la bête
- États-Unis : 9 décembre 2005  sur Showtime
- France : 4 décembre 2008  sur NRJ12

- Brian Benben (Dwight Faraday)
- Anthony Griffith (Reed)
- Cinthia Moura (Deer Woman).

### Épisode 8:La Fin absolue du monde
- États-Unis : 16 décembre 2005  sur Showtime
- France : 17 novembre 2006  sur Canal +

- Norman Reedus (Kirby Sweetman)
- Udo Kier (Bellinger)

### Épisode 9:La Cave
- États-Unis : 6 janvier 2006  sur Showtime
- France : 24 novembre 2006  sur Canal +

- Lori Petty (Judith)

### Épisode 10:Liaison bestiale
- États-Unis : 13 janvier 2006  sur Showtime
- France : 8 décembre 2006  sur Canal +

- Angela Bettis (Ida Teeter)

### Épisode 11:Serial Autostoppeur
- États-Unis : 20 janvier 2006  sur Showtime
- France : 8 décembre 2006  sur Canal +

- Fairuza Balk (Stacia)
- Michael Moriarty (Jim Wheeler)
- Warren Kole (Walker)
- Laurene Landon (Birdy)

### Épisode 12:Les Amants d'outre-tombe
- États-Unis : 27 janvier 2006  sur Showtime
- France : 11 décembre 2008  sur NRJ12

### Épisode 13:La Maison des sévices
- États-Unis : 25 février 2006  sur Showtime
- France : 3 février 2009  sur NRJ12

- Billy Drago (Christopher)
- Youki Kudoh (la femme)
- Michie Itô (Komomo) créditée en tant que Michie au générique
- Toshie Negishi (tenancière du bordel)

- Initialement programmé le 27 janvier 2006, il fut évincé par Showtime en raison des scènes de torture, d'inceste et d'avortement représentées. Ce faisant, il fut difficilement visible pour le public américain avant sa sortie en DVD le 26 septembre 2006.
- L'épisode est réalisé par Takashi Miike, un réalisateur prolifique de films de yakuzas et également de films d'horreur (Audition, Ichi the Killer et dans une moindre mesure La Mort en ligne).
- L'auteur du roman, Shimako Iwai, fait une apparition dans le film, où il joue le rôle d'une prostituée sadique qui enfonce des aiguilles.